# Rhagonycha bicolor
Rhagonycha bicolor is een keversoort uit de familie soldaatjes (Cantharidae). De wetenschappelijke naam van de soort werd in 1997 gepubliceerd door Takahashi & Imasaka.